# Rescue Point
Der Rescue Point (englisch für Rettungsspitze) ist eine vereiste Landspitze an der Nordküste der westantarktischen Thurston-Insel. Sie bildet den westlichen Ausläufer der Noville-Halbinsel und markiert die östliche Begrenzung der Einfahrt von der Bellingshausen-See in das Peale Inlet.
Benannt ist sie in Erinnerung an die am 12. Januar 1947 hier erfolgte Rettung von sechs Überlebenden des Absturzes einer Martin PBM Mariner am 30. Dezember 1946 auf der Noville-Halbinsel im Rahmen der von der United States Navy durchgeführten Operation Highjump (1946–1947).